# Clint Barmes
Clint Harold Barmes (né le 6 mars 1979 à Vincennes, Indiana, États-Unis) est un joueur d'arrêt-court et de deuxième but de la Ligue majeure de baseball sous contrat avec les Royals de Kansas City.

## Carrière
Clint Barmes est repêché en 10e ronde par les Rockies du Colorado en 2000. Il fait son entrée dans les majeures à la fin de la saison 2003, disputant son premier match pour l'équipe de Denver le 5 septembre. Après avoir disputé quelques matchs avec le grand club en 2004, il joue une demi-saison pour les Rockies en 2005, durant laquelle il réussit 101 coups sûrs en 81 parties.
Il devient joueur des majeures à temps plein en 2006. En 131 parties, il totalise 56 points produits mais sa moyenne au bâton de ,220 est peu reluisante. La saison suivante, il perd le poste d'arrêt-court, qui était le sien l'année précédente, au profit de la jeune vedette montante de l'équipe, Troy Tulowitzki. Barmes passe la majorité de la saison 2007 dans les ligues mineures.
De retour dans les majeures avec Colorado, Barmes joue surtout au poste de deuxième but dans les années suivantes. En 2008, il maintient une moyenne au bâton de ,290 durant la saison, avec 11 coups de circuit et 44 points produits, le tout en 107 parties jouées.
En 2009, il est présent dans presque toutes les parties de saison régulière des Rockies. Disputant 154 matchs, Barnes établit des records personnels de coups sûrs (135), de circuits (23) et de points produits (76). Il est cependant fréquemment retiré sur des prises, ce qui se produit à 121 reprises durant l'année. 
Barmes déçoit en offensive en 2010. Le deuxième but, qui joue quelque peu à son ancienne position, l'arrêt-court, lorsque Tulowitzki doit s'absenter durant l'année pour cause de blessure, est finalement échangé aux Astros de Houston le 18 novembre 2010 en retour du lanceur droitier Felipe Paulino.
Après une seule saison avec les Astros où il frappe 12 circuits et produit 39 points en 2011, Barnes rejoint les Pirates de Pittsburgh comme agent libre lorsqu'il signe en novembre 2011 une entente de deux saisons.
Barmes évolue 3 saisons à Pittsburgh comme joueur d'arrêt-court mais perd le poste de régulier à cette position au profit de Jordy Mercer en cours de saison 2013. En 300 matchs de 2012 à 2014, il frappe 13 circuits, produit 75 points et frappe dans une faible moyenne au bâton de ,224. Il élève son jeu avec une moyenne au bâton de ,272 en 6 parties des séries éliminatoires en 2013.
Le 5 décembre 2014, Barmes signe un contrat d'un an avec les Padres de San Diego. Il frappe pour ,232 en 98 matchs des Padres en 2015.
Il signe un contrat des ligues mineures avec les Royals de Kansas City le 18 février 2016.